# Ryūnosuke Haga
Pour les articles homonymes, voir Haga.
Ryūnosuke Haga (羽賀龍之介, Haga Ryūnosuke) est un judoka japonais né le 28 avril 1991 à Miyazaki. Il a remporté une médaille de bronze en moins de 100 kg aux Jeux olympiques d'été de 2016 à Rio de Janeiro.